# Tên lửa đạn đạo tầm ngắn
Tên lửa đạn đạo tầm ngắn (SRBM) là loại tên lửa đạn đạo có tầm bắn khoảng dưới 1.000 km (620 dặm). Loại tên lửa này thường được sử dụng trong các cuộc xung đột quân sự ở quy mô khu vực do khoảng cách giữa các quốc gia xung đột ở gần nhau (nằm trong tầm bắn của nó) và chi phí tương đối thấp cũng như dễ điều chỉnh cấu hình. Theo thuật ngữ hiện đại, SRBM thuộc nhóm tên lửa đạn đạo mặt trận (TBM), nhóm này bao gồm bất kỳ loại tên lửa đạn đạo nào có tầm bắn dưới 3.500 km.

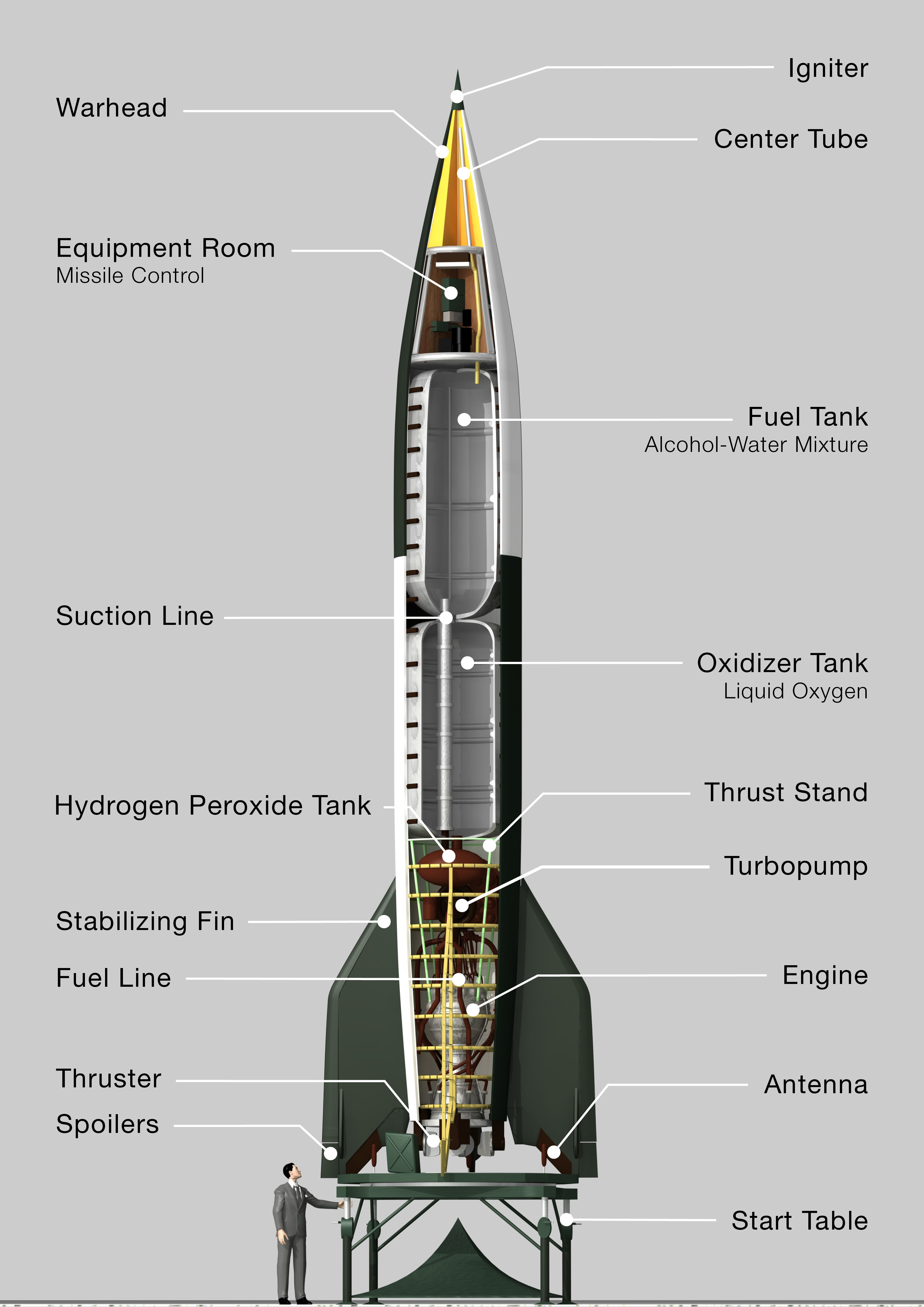
Mặt cắt của tên lửa V-2 / Aggregat 4

## Danh sách
| Quốc gia      | Tên                      | Năm ra mắt                 | Tầm bắn                      |
| ------------- | ------------------------ | -------------------------- | ---------------------------- |
| Trung Quốc    | B-611                    | 2004                       | 150–280 km (93–174 dặm)      |
| Trung Quốc    | BP-12A                   | 2010                       | 300 km (190 dặm)             |
| Trung Quốc    | DF-11                    | 1992                       | 350 km (220 dặm)             |
| Trung Quốc    | DF-12/M20                | 2013                       | 280–400 km (170–250 dặm)     |
| Trung Quốc    | DF-15                    | 1990                       | 600 km (370 dặm)             |
| Pháp          | Hadès                    | 1991                       | 480 km (300 dặm)             |
| Pháp          | Pluton                   | 1974                       | 480 km (300 dặm)             |
| Pháp          | SE4200                   | 1950                       | 100 km (62 dặm)              |
| Ấn Độ         | Agni-I                   | 2004                       | 700–900 km (430–560 dặm)     |
| Ấn Độ         | K-15                     | 2018                       | 750 km (470 dặm)             |
| Ấn Độ         | Prahaar                  | 2011                       | 150 km (93 dặm)              |
| Ấn Độ         | Pragati                  | 2013                       | 170 km (110 dặm)             |
| Ấn Độ         | Pralay                   | 2021                       | 150–500 km (93–311 dặm)      |
| Ấn Độ         | Pranash                  | 2021                       | 200 km (120 dặm)             |
| Ấn Độ         | Prithvi I                | 1994                       | 150 km (93 dặm)              |
| Ấn Độ         | Prithvi II               | 2004                       | 230–350 km (140–220 dặm)     |
| Ấn Độ         | Prithvi III              | 2004                       | 350–750 km (220–470 dặm)     |
| Ấn Độ         | Shaurya                  | 2011                       | 700–1.900 km (430–1.180 dặm) |
| Iran          | Fateh-110                | 2002                       | 300 km (190 dặm)             |
| Iran          | Fateh-313                | 2015                       | 500 km (310 dặm)             |
| Iran          | Fateh Mobin              | 2018                       | 300 km (190 dặm)             |
| Iran          | Naze'at                  | 1982                       | 100–130 km (62–81 dặm)       |
| Iran          | Qiam 1                   | 2010                       | 700–800 km (430–500 dặm)     |
| Iran          | Raad-500                 | 2020                       | 500 km (310 dặm)             |
| Iran          | Samen                    | 2008                       | 750–800 km (470–500 dặm)     |
| Iran          | Shahab-1                 | 1985                       | 350 km (220 dặm)             |
| Iran          | Shahab-2                 | 1990                       | 750 km (470 dặm)             |
| Iran          | Tondar-69                | 1992                       | 150 km (93 dặm)              |
| Iran          | Zelzal-1                 | 1990                       | 150 km (93 dặm)              |
| Iran          | Zelzal-2                 | 1998                       | 210 km (130 dặm)             |
| Iran          | Zelzal-3                 | 2007                       | 200–250 km (120–160 dặm)     |
| Iran          | Zolfaghar/Zulfiqar       | 2016                       | 700 km (430 dặm)             |
| Iraq          | Al Abbas                 | Chưa từng đưa vào biên chế | 800–950 km (500–590 dặm)     |
| Iraq          | Al Fat'h                 | 1991                       | 160 km (99 dặm)              |
| Iraq          | Al Hussein               | 1987                       | 600–650 km (370–400 dặm)     |
| Iraq          | Al Hijarah               | 1990                       | 700–900 km (430–560 dặm)     |
| Iraq          | Al-Samoud 2              | 2003                       | 180 km (110 dặm)             |
| Israel        | Jericho I                | 1971                       | 500 km (310 dặm)             |
| Israel        | LORA                     | 2018                       | 300 km (190 dặm)             |
| Israel        | Predator Hawk            | 2016                       | 300 km (190 dặm)             |
| Đức Quốc Xã   | Rheinbote                | 1943                       | 160 km (99 dặm)              |
| Đức Quốc Xã   | Tên lửa V-2              | 1944                       | 320 km (200 dặm)             |
| Triều Tiên    | Hwasong-5                | 1985                       | 320 km (200 dặm)             |
| Triều Tiên    | Hwasong-6                | 1990                       | 500 km (310 dặm)             |
| Triều Tiên    | Hwasong-7                | 1988                       | 700–995 km (435–618 dặm)     |
| Triều Tiên    | Hwasong-11               | 2008                       | 120–220 km (75–137 dặm)      |
| Triều Tiên    | KN-23                    | 2018                       | 250–700 km (160–430 dặm)     |
| Pakistan      | Abdali-I                 | 2002                       | 200 km (120 dặm)             |
| Pakistan      | Ghaznavi                 | 2004                       | 290–320 km (180–200 dặm)     |
| Pakistan      | Hatf-I                   | 1989                       | 70 km (43 dặm)               |
| Pakistan      | Hatf-IA                  | 1995                       | 100 km (62 dặm)              |
| Pakistan      | Hatf-IB                  | 2001                       | 100 km (62 dặm)              |
| Pakistan      | Nasr                     | 2011                       | 70–90 km (43–56 dặm)         |
| Pakistan      | Shaheen-I                | 1999                       | 900 km (560 dặm)             |
| Pakistan      | Shaheen-1 A              | 2012                       | 1.000 km (620 dặm)           |
| Serbia        | Šumadija                 | 2017                       | 75–285 km (47–177 dặm)       |
| Hàn Quốc      | Hyunmoo-1                | 1986                       | 180–250 km (110–160 dặm)     |
| Hàn Quốc      | Hyunmoo-2                | 2008                       | 300–800 km (190–500 dặm)     |
| Hàn Quốc      | Hyunmoo-4                | 2020                       | 800 km (500 dặm)             |
| Hàn Quốc      | KTSSM                    | 2017                       | 120 km (75 dặm)              |
| / Liên Xô/Nga | 9K720 Iskander           | 2006                       | 400–500 km (250–310 dặm)     |
| / Liên Xô/Nga | OTR-21 Tochka-U          | 1989                       | 70–185 km (43–115 dặm) /     |
| / Liên Xô/Nga | OTR-23 Oka               | 1979                       | 500 km (310 dặm)             |
| / Liên Xô/Nga | R-1                      | 1950                       | 270 km (170 dặm)             |
| / Liên Xô/Nga | R-2                      | 1951                       | 600–1.200 km (370–750 dặm)   |
| / Liên Xô/Nga | Scud                     | 1957                       | 180–700 km (110–430 dặm)     |
| / Liên Xô/Nga | TR-1 Temp                | 1969                       | 900 km (560 dặm)             |
| Đài Loan      | Sky Spear                | 2001                       | 300 km (190 dặm)             |
| Đài Loan      | Sky Horse                | Đã hủy bỏ                  | 600–950 km (370–590 dặm)     |
| Thổ Nhĩ Kỳ    | BORA I                   | 2017                       | 80–280 km (50–174 dặm)       |
| Thổ Nhĩ Kỳ    | Tayfun                   | 2022                       | 560–900 km (350–560 dặm)     |
| Thổ Nhĩ Kỳ    | J-600T Yıldırım I        | 1998                       | 150 km (93 dặm)              |
| Ukraina       | Hrim-2                   | 2018                       | 50–500 km (31–311 dặm)       |
| Hoa Kỳ        | MGM-5 Corporal           | 1954                       | 48–130 km (30–81 dặm)        |
| Hoa Kỳ        | PGM-11 Redstone          | 1958                       | 92–323 km (57–201 dặm)       |
| Hoa Kỳ        | MGM-18 Lacrosse          | 1959                       | 19 km (12 dặm)               |
| Hoa Kỳ        | MGM-29 Sergeant          | 1962                       | 139 km (86 dặm)              |
| Hoa Kỳ        | MGM-31 Pershing          | 1963                       | 740 km (460 dặm)             |
| Hoa Kỳ        | MGM-52 Lance             | 1972                       | 70–120 km (43–75 dặm)        |
| Hoa Kỳ        | MGM-140 ATACMS           | 1991                       | 128–300 km (80–186 dặm)      |
| Hoa Kỳ        | Precision Strike Missile | Đang phát triển            | hơn 499 km (310 dặm)         |
| Yemen         | Burkan-1                 | 2016                       | 800 km (500 dặm)             |
| Yemen         | Burkan-2                 | 2017                       | ≥1.000 km (620 dặm)          |
| Yemen         | Qaher-1                  | 2015                       | 250 km (160 dặm)             |
| Yemen         | Qaher-M2                 | 2017                       | 400 km (250 dặm)             |